# Италия на «Евровидении-1961»
Италия принимала участие в Евровидении 1961, проходившем в Каннах, Франция. Её представила Бетти Куртис с песней «Al di là», выступившая под номером 16. В этом году страна получила двенадцать баллов и заняла 5 место. Комментатором конкурса от Италии в этом году стал Коррадо Мантони, а глашатаем — Энзо Тортора.
В Италии в этом году проходил национальный отбор в виде фестиваля в Сан-Ремо, состоящий из двух полуфиналов и финала. В каждом из полуфиналов приняло участие по 12 песен, которые исполняли по два артиста с различными аранжировками. Затем в финал прошли 12 песен и 24 исполнителя. По итогу, первое место заняла композиция «Al di là», а между исполнителями Бетти Куртис и Лучано Тайоли, предпочтение было отдано первой.

## Страны, отдавшие баллы Италии
Каждая страна имела жюри в количестве 10 человек, каждый человек мог отдать очко понравившейся песне.
| Отдали Италии… | Отдали Италии…                      |
| 4 балла        | 1 балл                              |
| -------------- | ----------------------------------- |
| Бельгия Дания  | Нидерланды Монако Югославия Франция |

## Страны, получившие баллы от Италии
| 3 балла | Люксембург                       |
| 2 балла | Финляндия, Нидерланды, Швейцария |
| 1 балл  | Великобритания                   |